# Allanaspides hickmani
Allanaspides hickmani é uma espécie de crustáceo da família Anaspididae.
É endémica da Tasmânia.